# Seal Beach
Seal Beach è una città degli Stati Uniti d'America, nello Stato della California. Si trova nella Contea di Orange.